# 아르만도 만사네로
아르만도 만사네로 칸체(스페인어: Armando Manzanero Canché, 1935년 12월 7일 ~ 2020년 12월 28일)는 멕시코의 마야인 음악가이다. 전후 멕시코에서 가장 성공한 작곡가 중 하나로 여겨진다.
유카탄주 티쿨에서 태어났다. 아버지 산티아고 만사네로는 가수이자 작곡가였고 어머니 후아니타 칸체 바케이로는 하라나 하로차 연주자였다.
15세 때 첫 곡 Nunca en el Mundo를 썼고 이 곡은 스물한 차례 음반이 나왔다. 만사네로는 평생 400개가 넘는 곡을 썼다.
1968년 곡인 Somos Novios는 라틴 그래미 명예의 전당에 올랐다. 영어권에서도 1970년 시드 웨인의 영어 번안곡을 페리 코모가 부른 음반이 성공하여 이후 엘비스 프레슬리·앤디 윌리엄스·셜리 배시·로버트 굴렛·안드레아 보첼리 등이 녹음했다.
만사네로는 2010년 라틴 그래미 평생 공로상을, 2014년에는 그래미 평생 공로상을 받았다. 2020년에는 빌보드 라틴 음악 평생 공로상을 받았다.
코로나19 범유행중인 2020년 12월 17일 확진 판정을 받고 멕시코시티의 병원에 입원했다. 11일간의 투병 끝에 12월 28일 사망했다.